# Liste der denkmalgeschützten Objekte in Vals (Tirol)
Die Liste der denkmalgeschützten Objekte in Vals enthält die denkmalgeschützten, unbeweglichen Objekte der Gemeinde Vals.

## Denkmäler
| Foto |                 | Denkmal                                                                                     | Standort                             | Beschreibung | Metadaten |
| ---- | --------------- | ------------------------------------------------------------------------------------------- | ------------------------------------ | --- | --- |
| ja   | Datei hochladen | Widum HERIS-ID: 72104 Objekt-ID: 85323 TKK: 19466                                           | St. Jodok 72 Standort KG: Vals       | Das ortsbildprägende Widum liegt erhöht neben der Pfarrkirche. Das zweigeschoßige gemauerte Gebäude mit Satteldach und Holzgiebel mit Söller stammt aus dem 18. Jahrhundert. An der Südostecke befindet sich ein vierseitiger Eckerker mit Gesimsgliederung, Stuckrahmung und Stuckrosetten. Über dem Eingang befindet sich ein Keramikrelief mit dem Gnadenbild Mariahilf in einer Stuckrahmung.     | BDA-Hist.: Q38129384 Status: § 2a Stand der BDA-Liste: 2025-06-30 Name: Widum GstNr.: .2                                                                         |
| ja   | Datei hochladen | Kath. Pfarrkirche hl. Jodok und Friedhof HERIS-ID: 55987 Objekt-ID: 64924 TKK: 49256, 19465 | neben St. Jodok 73 Standort KG: Vals | Die im Kern gotische Kirche im Ort St. Jodok wurde um 1425 erbaut und 1783/84 barockisiert. Es handelt sich um einen schlichten Bau mit dreijochigem Langhaus, stark eingezogenem fünfseitigem Chor und Nordturm mit steilem Spitzhelm. Nördlich ist die Sakristei angebaut. Der Innenraum ist mit reichen Rokoko-Stuckaturen und Deckenfresken von Josef Schmutzer dem Jüngeren von 1784 geschmückt. | BDA-Hist.: Q38069271 Status: § 2a Stand der BDA-Liste: 2025-06-30 Name: Kath. Pfarrkirche hl. Jodok und Friedhof GstNr.: .1, 33 Pfarrkirche St. Jodok am Brenner |
| BW   | Datei hochladen | Friedhofskreuz im neuen Friedhof HERIS-ID: 106934 Objekt-ID: 124192 TKK: 115755             | Vals Standort KG: Vals               | Das monumentale Friedhofskreuz im Bretterkasten mit leicht stilisiertem Corpus im Dreinageltypus stammt aus der Zeit um 1900. | BDA-Hist.: Q37809162 Status: § 2a Stand der BDA-Liste: 2025-06-30 Name: Friedhofskreuz im neuen Friedhof GstNr.: 35                                              |